# Alès
Alès este un oraș în Franța, sub-prefectură a departamentului Gard în regiunea Languedoc-Roussillon.

## Personalități născute aici
- Jean-Baptiste Dumas (1800 - 1884), chimist;
- Lucile Randon (1904 - 2023), una dintre cele mai longevive persoane din lume;
- Laurent Blanc (n. 1965), fotbalist;
- Stéphane Sarrazin (n. 1975), pilot de Formula 1.